# Unruly child
Unruly Child es una banda de AOR estadounidense fundada en 1991.

## Discografía
| Año  | Álbum                |
| ---- | -------------------- |
| 1992 | Unruly Child         |
| 1998 | Waiting For The Sun  |
| 2002 | The Basement Demos   |
| 2003 | Unruly Child III     |
| 2010 | World's Collide      |
| 2014 | Down the rabbit hole |
| 2017 | Can't go home        |

## Miembros actuales
- Marcie Free - Cantante
- Bruce Gowdy - Guitarra
- Guy Allison - Teclados
- Jay Schellen - Batería
- Larry Antonino - Bajo